# Gamla tingshuset, Trollhättan
Trollhättans gamla tingshus, eller Villa Stranna, är en byggnad vid Karl Johans torg i  Trollhättan, som uppfördes 1895, ursprungligen för det då inrättade Flundre, Väne och Bjärke tingslag. Det var tingshus mellan 1896 och 1938.
Marken, som var bebyggd med en manbyggnad och en smedja, exproprierades av smeden Håkansson. Den nya byggnaden ritades av Adrian Crispin Peterson i en blandning av äldre stilar. I parken öster om byggnaden uppfördes ett stall med 16 spiltor för nämndemännens hästar. 
Tingshuset har två våningar och inredd vind på en ungefär en meter hög naturstenssockel och är uppfört på en 2,5 meter hög terrass. Fasaderna är av gult tegel med inslag av röd mönstermurad ornamentik. Fönstren består av en blandning av rundbågar, stickbågar och spetsbågar. Huskroppen är i grunden rektangulär, men har utskjutande partier med prydnadsgavlar. Tingssalen skjuter fram som en absid. På fasaden på framsidan finns ett väggur under ett litet klocktorn för tingsklockan, som tidigare suttit i Väne tingslags tingshus i Gärdhem.
Tingshuset har delvis byggts om invändigt, men tingssalen är i stort sett oförändrad. I tingssalen var menighetens bänkar ursprungligen utformade som på en amfiteater. På övre våningen fanns ett häradshäkte med fyra celler, en vaktmästarbostad om tre rum och kök samt fyra övernattningsrum för nämndemännen. 
Fram till 1916, då Stadshuset blev klart, användes byggnaden också av kommunen som sammanträdeslokaler. År 1904 byggdes Trollhättans första transformatorhus strax intill stallbyggnaden. År 1935 fanns planer på en om- och tillbyggnad av tingshuset, varvid tingssalen skulle rivas. Planerna ändrades och i stället uppfördes ett nytt tingshus i kvarteret Älvkvarnen, vid korsningen Drottninggatan – Gärdhemsvägen.
Efter 1938 användes byggnaden under 40 år som stadsbibliotek.  Därefter var det allaktivitetshus, sedan 1992 studentkårhus och senare restaurang.